# 口足畫家
口足畫家，是指使用口咬畫筆，或是腳拿畫筆方式創作的畫家。創作的範圍和一般職業畫家沒有什麼不同，但創作的歷史卻都布滿學習的辛酸。多數口足畫家都是因意外或生病失去了雙手，或雙腳，或雙手雙腳。並在困頓沮喪中找到了以繪畫為職業和重振信心的選擇。
口足畫家有自己的組織和協會，其中最大的是在1956年成立的國際口足畫藝協會AMFPA（Association of Mouth and Foot Painting Artists）。一開始主要是由瑞士和德國的口足畫家們組成，目前成員則遍及全球。

## 著名口足畫家
- 中華民國（臺灣）：楊恩典、謝坤山、林庭緯